# ريك ليس
ريك ليس (بالإنجليزية: Rick Lees)‏ هو مغن مؤلف وموسيقي وعازف قيثارة بريطاني، ولد في 21 ديسمبر 1985 في أشتون أندر لاين ‏ في المملكة المتحدة.